# John Souttar
John Francis Souttar (ur. 25 września 1996 w Aberdeen) – szkocki piłkarz występujący na pozycji środkowego obrońcy. Zawodnik klubu Rangers. Jest starszym bratem reprezentanta Australii Harry’ego Souttara.